# Rushville (Indiana)
Rushville es una ciudad ubicada en el condado de Rush en el estado estadounidense de Indiana. En el Censo de 2010 tenía una población de 6341 habitantes y una densidad poblacional de 792,07 personas por km².

## Geografía
Rushville se encuentra ubicada en las coordenadas 39°36′56″N 85°26′47″O / 39.61556, -85.44639. Según la Oficina del Censo de los Estados Unidos, Rushville tiene una superficie total de 8.01 km², de la cual 8.01 km² corresponden a tierra firme y (0%) 0 km² es agua.

## Demografía
Según el censo de 2010, había 6341 personas residiendo en Rushville. La densidad de población era de 792,07 hab./km². De los 6341 habitantes, Rushville estaba compuesto por el 95.79% blancos, el 1.47% eran afroamericanos, el 0.13% eran amerindios, el 0.63% eran asiáticos, el 0% eran isleños del Pacífico, el 0.77% eran de otras razas y el 1.21% pertenecían a dos o más razas. Del total de la población el 1.21% eran hispanos o latinos de cualquier raza.